# 10MB busz (Sopron)
A soproni 10MB jelzésű autóbusz Brennbergbánya, templom és Lackner Kristóf utca, autóbusz-állomás végállomások között közlekedett.

## SopronbánfalvaésBrennbergbányaautóbuszjáratai

### Korábban
Sopronbánfalvára már az 1970-es években is két irányból érkeztek az autóbuszok: A Kossuth Lajos utca-Bánfalvi út, illetve a Várkerület-Vasútállomás-Ady Endre út útvonalakon. A 3-as busz eleinte csak a jelenlegi Kertváros, könyvtár elnevezésű megállóhelyig közlekedett, valamint a 10-es busz is csak a Hajnal térig járt. Ekkor még az 5-ös busz is a 3-as vonalán közlekedett, de csak a Fésűsfonalgyárig (ma: Bánfalvi út, Besenyő utca).
Majd később, az 1990-es évektől jár a 3-as busz Brennbergbányáig, és ekkor jöttek létre a 3M, 10A, 10B, 10M, majd 2002-től a 10IB, 10MB, 10Y, 2004-től a 10C, majd 2005-től a 3A jelzésű buszok is. 
 2012. május 1-jétől átalakították a Kertváros közlekedési rendjét, miszerint Sopronbánfalva utasait már csak a 3-as, a 3Y, a 10-es és a 10Y jelzésű buszok szállítják. Ezzel a változtatással a 10-es járatok indulásainak számát is csökkentették, valamint hurokjárattá alakították át a 10-es buszt, hiszen Kertváros felső felé az Ady Endre úton, a belváros felé pedig a Bánfalvi úton közlekedik. Ellentétesen járt a 10Y busz, amely a Kertváros felé a Bánfalvi úton, a belváros felé pedig az Ady Endre úton haladt.
Szintén 2012. május 1-jétől a kertvárosi járatok Sopronbánfalva felé is a Várkerületen át közlekednek a korábbi Ógabona tér helyett.
 2022. október 22-től Sopron város önkormányzatának döntése alapján, az energiaválság következtében jelentős menetrendi változások és járatritkítások léptek érvénybe a városban. A módosítások értelmében a 10Y jelzésű járat a továbbiakban nem közlekedik, valamint kevesebb busz indul Kertváros és Brennbergbánya felé is. Ekkor visszaállították a 10-es busz közlekedésében a korábbi rendet, tehát újra mindkét irányban az Ady Endre úton halad. Két héttel később, 2022. november 8-tól a Bánfalvi úton és környékén lakók jobb kiszolgálásának érdekében a 10-es busz a Jereván lakótelep felé újra a Bánfalvi úton jár.
 2022. december 11-től a 3Y jelzésű busz már csak a Jereván lakótelep felé közlekedik, az ellenkező irányú viszonylata megszűnt.

### Jelenleg
Brennbergbányát a 3 és 3Y jelzésű buszok szolgálják ki. A 3-as busz a belvárost elkerülve, a Kossuth Lajos utcán és a Bánfalvi úton át éri el a kertvárost, míg betétjárata, a 3Y jelzésű busz Brennbergbánya felől a Brennbergi út 20. megállóhely után az Ady Endre úton, majd a vasútállomás - Ógabona tér útvonalon a Jereván lakótelepig jár.
 Akik a belvárosból utaznak Sopronbánfalvára, azok a 10-es és a 10B buszokat tudják igénybe venni. Ezek a járatok a Jereván lakótelepről indulnak, és a Várkerületen át, a vasútállomás érintésével, majd az Ady Endre úton (ellenkező irányban a Bánfalvi úton) közlekednek, előbbi Kertváros felsőig, utóbbi Brennbergi út, erdei iskoláig.

## Útvonal
| Brennbergbánya, templom → Lackner Kristóf utca, autóbusz-állomás |
| --- |
| Brennbergbánya, templom végállomás – Soproni út – Tárna utca – Brennbergi út – Hajnal tér – Bánfalvi út – Besenyő utca – Ady Endre út – aluljáró – Csengery utca – Erzsébet utca – Állomás utca – Mátyás király utca – Széchenyi tér – Várkerület – Lackner Kristóf utca – Lackner Kristóf utca, autóbusz-állomás végállomás |

## Megállóhelyek
| Távolság (km) | Idő (perc) | Megállóhely neve / korábbi neve(i)                 | Átszállási lehetőségek a 2012.04.30.-ig érvényes menetrend szerint                                                                                                  | Nevezetességek / Helyek / Intézmények / Megjegyzések |
| ------------- | ---------- | -------------------------------------------------- | --- | --- |
| 0             | 0          | Brennbergbánya, templom                            | 3, 10M | Szent Borbála templom Brennbergi harangláb Posta |
| 0,7           | 1          | Brennbergbánya, Soproni út 4. Brennbergbánya alsó  | 3, 3A, 10M | |
| 2,0           | 4          | Görbehalom, Bányamester köz Görbehalom felső       | 3, 3A, 10M | |
| 2,4           | 5          | Görbehalom, Fehér híd                              | 3, 3A, 10M | Dr. Fehér Dániel forrás Fehér úti tó (Ágfalva) Görbehalmi Bányamúzeum |
| 4,5           | 8          | Brennbergi út, ifjúsági tábor                      | 3, 3A, 10IB, 10M | Soproni Gyermek és Ifjúsági Tábor |
| 5,0           | 9          | Brennbergi út, erdei iskola                        | 3, 3A, 3M, 10IB, 10M | Doborjáni Ferenc EGYMI - Erdei iskola |
| 6,0           | 10         | Kertváros felső                                    | 3, 3A, 3M, 10, 10B, 10IB, 10M | |
| 6,5           | 11         | Brennbergi út 20. Brennbergi út 20. (Ózon Camping) | 3, 3A, 3M, 10, 10B, 10IB, 10M | |
| 7,0           | 13         | Kertváros, könyvtár Kertváros, kultúrház           | 3, 3A, 3M, 10, 10B, 10IB, 10M, 10Y | Bánfalvi karmelita kolostor és templom Soproni Mária Magdolna templom Evangélikus templom Könyvtár                                                                                              |
| 7,7           | 14         | Bánfalvi út 100.                                   | 3, 3A, 3M, 10B, 10IB, 10Y | |
| 8,3           | 16         | Bánfalvi út, Besenyő utca Fésűsfonalgyár           | 3, 3A, 3M, 10B, 10IB, 10Y, 21, 22 | Soproni Német Nemzetiségi Általános Iskola Aldi áruház |
| 8,7           | 18         | Ibolya út                                          | 10, 10A, 10B, 10IB, 10M, 10Y | |
| 9,1           | 19         | Orgona utca                                        | 10, 10A, 10B, 10IB, 10M, 10Y | Erzsébet-kert |
| 9,4           | 20         | Ady Endre út, Erzsébet-kert                        | 1, 2, 10, 10A, 10B, 10IB, 10M, 10Y, 12V, 15, 15A | Erzsébet-kert |
| 9,9           | 21         | Frankenburg úti aluljáró                           | 1, 2, 4, 10, 10A, 10B, 10IB, 10M, 10Y, 12V, 15, 15A | Soproni Kereskedelmi és Iparkamara Európa leghosszabb tere – Deák tér |
| 10,3          | 22         | Csengery utca, Elzett-udvar                        | 1, 2, 4, 9, 10, 10A, 10B, 10IB, 10M, 10Y, 11M, 12, 12A, 15, 15A | Soproni Kereskedelmi és Iparkamara Európa leghosszabb tere – Deák tér |
| 10,7          | 23         | GYSEV pályaudvar                                   | 1, 2, 4, 5, 5A, 5T, 7, 7B, 9, 10, 10A, 10B, 10IB, 10M, 10Y, 11, 11A, 11M, 12, 12A, 12V, 15, 15A, 17, 20, 20K, 20M, 22, 32 Helyközi és távolsági autóbuszjáratok     | Sopron vasútállomás GYSEV Zrt. SPAR szupermarket |
| 10,9          | 25         | Mátyás király utca, Deák tér                       | 1, 2, 4, 5, 5A, 5T, 7, 7B, 9, 10, 10A, 10B, 10IB, 10M, 10Y, 11, 11A, 11M, 12, 12A, 15, 15A, 17, 20, 20K, 20M, 22, 32                                                | Liszt Ferenc Konferencia- és Kulturális Központ Soproni Petőfi Színház Posta Soproni Szent Júdás Tádé-templom SOE Lámfalussy Sándor Közgazdaságtudományi Kar Európa leghosszabb tere – Deák tér |
| 11,2          | 26         | Várkerület, Ötvös utca Várkerület 87. (Ötvös utca) | 1, 2, 4, 5, 5A, 5T, 9, 10, 10A, 10B, 10IB, 10M, 10Y, 11M, 12, 12A, 15, 15A, 20, 20K, 20M, 23, 23B, 32                                                               | Liszt Ferenc Konferencia- és Kulturális Központ Soproni Petőfi Színház Posta Soproni Szent Júdás Tádé-templom SOE Lámfalussy Sándor Közgazdaságtudományi Kar Európa leghosszabb tere – Deák tér |
| 11,5          | 28         | Várkerület, Árpád utca Várkerület 59. (Árpád utca) | 1, 2, 4, 5, 5A, 5T, 6, 9, 10, 10A, 10B, 10IB, 10M, 10Y, 11M, 12, 12A, 13, 13B, 14, 14B, 20, 20K, 20M, 23, 23B, 32, 33                                               | Tűztorony Városháza Mária-szobor Szentháromság-szobor Posta Szent György-templom Scarbantia Régészeti Park                                                                                      |
| 11,9          | 29         | Várkerület, Festő köz                              | 1, 2, 4, 5, 5A, 5T, 6, 9, 10, 10A, 10B, 10IB, 10M, 10Y, 11M, 12, 12A, 13, 13B, 14, 14B, 17, 20, 20K, 20M, 23, 23B                                                   | Tűztorony Városháza Mária-szobor Szentháromság-szobor Posta Szent György-templom Scarbantia Régészeti Park                                                                                      |
| 12,4          | 30         | Lackner Kristóf utca, autóbusz-állomás             | 1, 2, 3, 3A, 3M, 4, 5, 5A, 5M, 5T, 6, 7, 7A, 7B, 8, 9, 10, 10A, 10B, 10IB, 10M, 10Y, 11M, 12, 12A, 13, 13B, 13M, 14, 14B, 16, 17, 20, 20K, 20M, 21, 23, 23B, 32, 33 | Soproni autóbusz-állomás Soproni Rendőrkapitányság Káposztás utcai Stadion INTERSPAR áruház Vásárcsarnok                                                                                        |